# Pseudoselago densifolia
Pseudoselago densifolia là một loài thực vật có hoa trong họ Huyền sâm. Loài này được (Hochst.) Hilliard miêu tả khoa học đầu tiên năm 1995.